# لیگ برتر فوتسال زنان ایران ۰۵-۱۴۰۴
لیگ برتر فوتسال زنان ایران ۰۴-۱۴۰۳، بیست و یکمین دوره از بالاترین سطح مسابقات فوتسال زنان در ایران است که از اواخر شهریور سال ۱۴۰۴ آغاز خواهد شد. این دوره از  مسابقات با شرکت ۱۲ تیم برگزار می شود.از جمله تیم های مطرح و مدعی قهرمانی این دوره از مسابقات باشگاه فوتسال زنان استقلال تهران بوده که اولین حضور خود در این رقابت ها را تجربه می کند.

## دوره مسابقات
براساس اعلامیه سازمان لیگ، قرعه‌کشی مسابقات در ۲۶ مرداد ۱۴۰۴ انجام و بازی‌های این فصل از ۲۰ شهریور آغاز می شود.